# لينا بيتشر
لينا بيتشر (بالإنجليزية: Lina Beecher)‏ هو مخترع أمريكي، ولد في 2 يناير 1841 في بايرون في الولايات المتحدة، وتوفي في 5 أكتوبر 1915 في لابير في الولايات المتحدة.